# Xestoblatta berenbaumae
Xestoblatta berenbaumae es una especie de cucaracha del género Xestoblatta, familia Ectobiidae.

## Distribución
Esta especie se encuentra en Guyana.